# Puente de los Alemanes
Die Puente de los Alemanes (Brücke der Deutschen), offiziell Puente de Santo Domingo genannt, ist eine Fußgängerbrücke über den Fluss Guadalmedina in Málaga, die die Altstadt (Centro historico) mit der Kirche Santo Domingo de Guzmán im Viertel Perchel Norte verbindet. Ihr offizieller Name leitet sich von dieser Kirche ab. Die 4,30 m breite stählerne Fachwerkbrücke überspannt den kanalisierten Fluss mit einer Stützweite von ca. 38 m.
Der umgangssprachlich verwendete Name Puente de los Alemanes geht auf die Havarie der Korvette Gneisenau, Kadettenschulschiff der Kaiserlichen Marine, zurück, die am 16. Dezember 1900 durch einen Sturm von der Reede auf die Hafenmole getrieben wurde und sank. Die Bevölkerung Málagas rettete viele Mitglieder der Besatzung. Bei der Havarie starben neben Kapitän Kretschmann weitere 39 Mann der Besatzung und 12 Bürger Málagas. Die Gräber der Besatzung befinden sich auf dem englischen Friedhof in Málaga.
Nachdem am 24. September 1907 eine katastrophale Flut des Guadalmedina fast alle Brücken zerstört hatte, veranlasste Kaiser Wilhelm II. die Stiftung einer neuen Brücke als Dank für die Hilfe der Bevölkerung Málagas bei der Havarie der Gneisenau. Der Neubau wurde am 16. Dezember 1909 feierlich eingeweiht. Auf der Brücke hängt eine Tafel mit der Inschrift Alemania donó a Málaga este puente agradecida al heroico auxilio que la ciudad prestó a los náufragos de la fragata de guerra "Gneisenau" MCM - MCMIX (Deutschland stiftet Málaga diese Brücke zum Dank für die heroische Hilfe, die die Stadt den Schiffbrüchigen der Fregatte Gneisenau gewährt hat. 1900-1909).
1984 wurde die Brücke auf Kosten der Bundesrepublik Deutschland saniert.

## Einzelnachweise

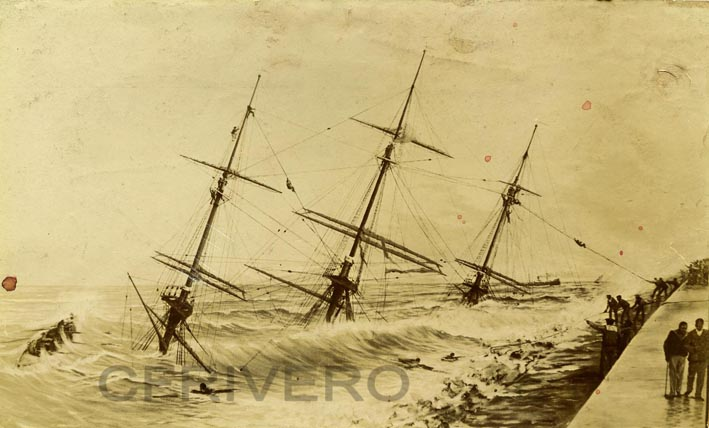
Bild des Untergangs der Gneisenau
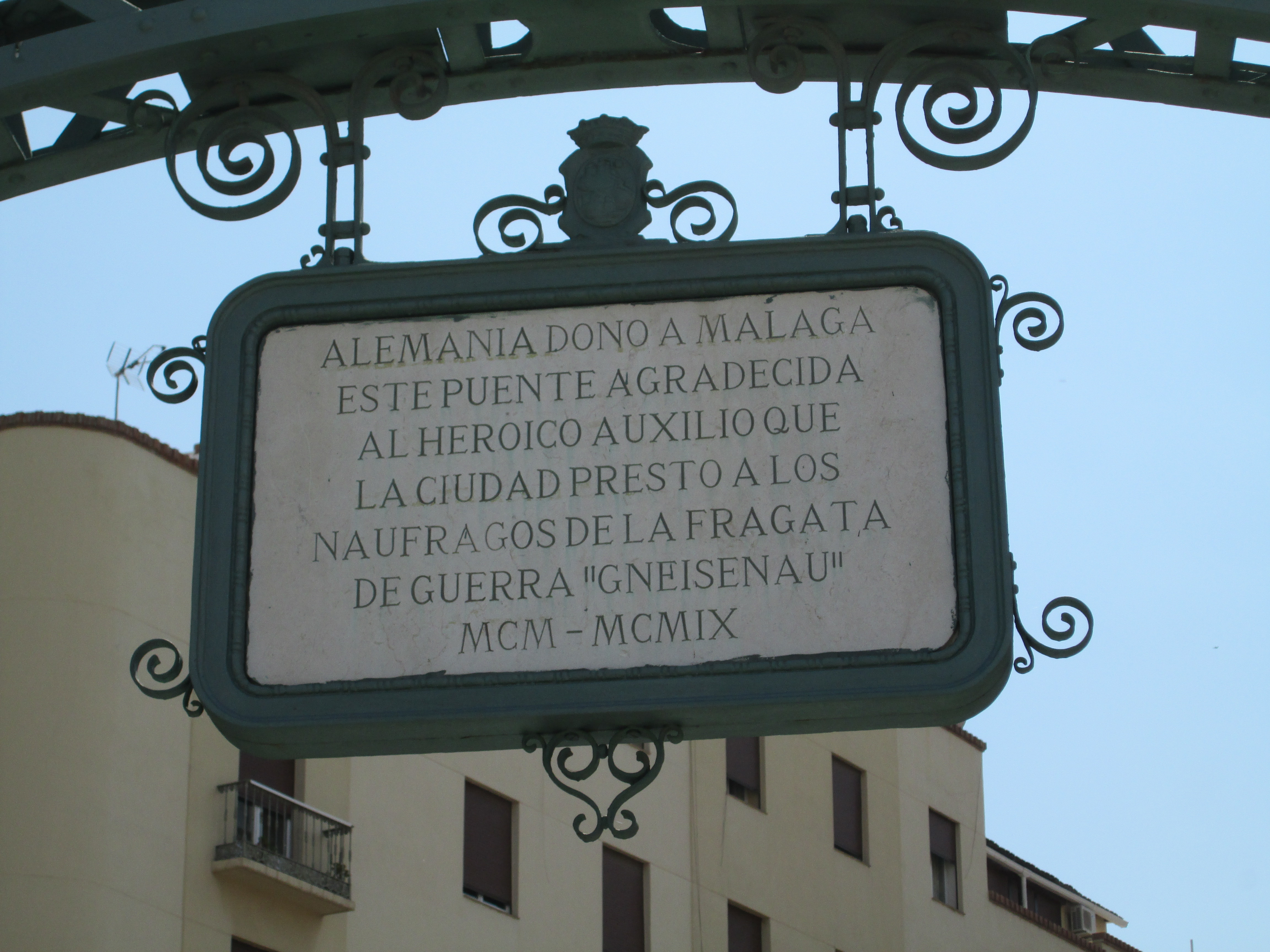
Tafel zur Stiftung der Brücke
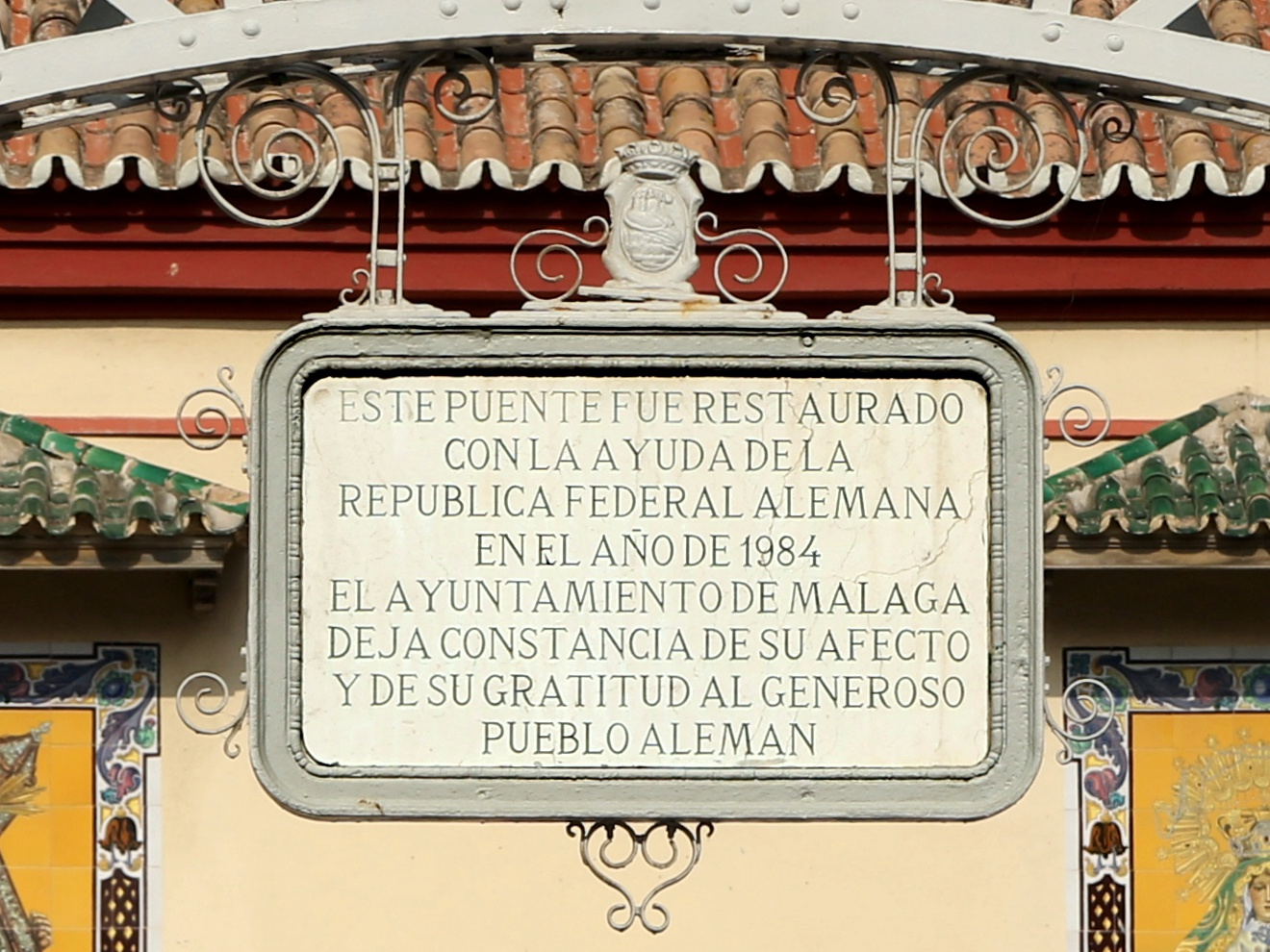
Tafel zur Renovierung der Brücke